# Torture Killer
Torture Killer är ett death metal-band från Finland som grundades år 2002 i Åbo som ett Six Feet Under-coverband. Bandet tog sitt namn från Six Feet Under-låten "Torture Killer" från albumet Maximum Violence. Chris Barnes, tidigare sångare i Cannibal Corpse och sångare i Six Feet Under, var sångare i Torture Killer från 2005 till 2008. Han deltog under inspelningen av Torture Killers album Swarm!, men sjöng aldrig live.

## Medlemmar

### Nuvarande medlemmar
- Jari Laine – gitarr, bakgrundssång (2002–)
- Tuomas Karppinen – gitarr, bakgrundssång (2003–), basgitarr (2002–2003)
- Kim Torniainen – basgitarr (2003–)
- Tuomo Latvala – trummor (2002–)
- Pessi Haltsonen – sång (2011–)

### Tidigare medlemmar
- Juri Sallinen – sång (2004–2011)
- Chris Barnes – sång (2005–2008)
- Matti Liuke – sång (2002–2004)
- Taneli Hatakka – gitarr (2002–2003)

## Diskografi
Studioalbum
- 2003 – For Maggots to Devour
- 2006 – Swarm!
- 2009 – Sewers
- 2013 – Phobia

EP
- 2005 – Sotajumala / Torture Killer (split-EP)[1]

1. Sotajumala – "8:15"
2. Sotajumala – "Bind, Torture, Kill"
3. Torture Killer – "Day of Cadavers"
4. Torture Killer – "Defiled and Dead"

- 2012 – I Chose Death[2]
- 2022 – Dead Inside